# Dangerous Heaven: La leggenda dell'Arca
Dangerous Heaven: La leggenda dell'Arca è un videogioco sviluppato nel 2006 da Frank's Paddock & Rio FX e distribuito da Blue Label Entertainment in formato DVD game. 
Annunciato il 25 novembre 2005, Dangerous Heaven si presenta subito come un progetto avveniristico, infatti quando verrà pubblicato, nel 2006, in alcuni centri commerciali italiani verranno predisposti degli stand per provare in anteprima il gioco.
Il videogioco, prodotto totalmente italiano, è uno dei primi esempi di DVG (Digital Video Game), ossia un videogioco realizzato su supporto DVD eseguibile su qualsiasi piattaforma, dal PC passando per la PlayStation 2 e l'Xbox fino al normale lettore DVD domestico.

## Modalità di gioco
Il videogioco è un misto tra un'avventura grafica e un lasergame avendo al suo interno dei momenti d'azione dove premere il tasto giusto al momento giusto e dei momenti di interazione con l'ambiente circostante.
La tecnologia su cui si basa il videogioco non è predisposta per salvare i dati di gioco, per questo si utilizza un sistema di password a 5 cifre per proseguire da uno specifico livello.

## Doppiaggio
Il doppiaggio italiano è stato curato dalla Sample Srl negli studi di Milano e Verona sotto la direzione di Graziano Galoforo.
| Personaggio    | Doppiatore           |
| -------------- | -------------------- |
| Tristan        | Massimo Di Benedetto |
| Princu         | Lorenzo Scattorin    |
| Fren Badgers   | Maddalena Vadacca    |
| Frank Badgers  | Riccardo Peroni      |
| Adamo          | Marco Balzarotti     |
| Ah Puch        | Tony Fuochi          |
| Frederick      | Diego Sabre          |
| Jay            | Paolo Sesana         |
| Spettro/Angelo | Cinzia Massironi     |
| Jersey         | Graziano Galoforo    |

## Sviluppo
La città di Papoc, dove si svolgono le prime fasi di gioco, è stata costruita prendendo come modello Parma.
I vari protagonisti sono stati disegnati prendendo come spunto gli stessi creatori e sviluppatori del gioco (ad esempio Tristan ha come modello Mauro Baldissera, detto LeprinoXYZ).
Nel DVD è presente il making of del gioco, inserendo un codice segreto (10882) si accede a un video speciale che illustra il processo di creazione del videogioco.

## Accoglienza
Ludovica Lagomarsino di Multiplayer.it lo trovò un titolo sperimentale, grazie anche al formato DVG che lo rendeva leggibile da qualsiasi lettore DVD, dotato di una grafica eccellente e con delle bellissime ambientazioni capaci di grande impatto sul giocatore, anche se lo scarso approfondimento dato alla trama ed ai personaggi ed alcuni problemi presenti nelle meccaniche di controllo impedivano all'avventura di essere quel gioiellino videoludico che avrebbe avuto le potenzialità di diventare.
Alessandro Cossu di Gamesurf gli diede un 5.5 reputandolo un titolo difficile da giudicare e decifrare, sapere essere divertente per chi aveva una grande pazienza, ma che mostrava il fianco a troppe critiche, in modo particolare al sistema di controllo, troppo impreciso, nonostante ciò aveva tante buone idee, non tutte realizzate secondo gli standard del periodo di uscita.
Carlo De Caesaris di Adventure's Planet trovò come punto di forza la storia, davvero ricca di mistero e fitta di situazioni intriganti e colpi di scena, ma peccava nelle parti d'esplorazione e di interattività.